# Earl of Darlington
Earl of Darlington war ein britischer Adelstitel in der Peerage of Great Britain. Er wurde je einmal auf Lebenszeit (Life Peerage) und einmal als erblicher Titel (Hereditary Peerage) geschaffen.

## Verleihungen und weitere Titel
Am 6. April 1722 wurde der Titel auf Lebenszeit für Sophia Charlotte von Kielmansegg, geborene von Platen-Hallermund, eine uneheliche Halbschwester König Georgs I., geschaffen. Zusammen mit dem Earldom wurde ihr, ebenfalls in der Peerage of Great Britain, der nachgeordnete Titel Baroness of Brentford verliehen. Bereits am 11. September 1721 war sie in der Peerage of Ireland zur Countess of Leinster erhoben worden. Alle Titel waren ihr auf Lebenszeit verliehen und erloschen somit bei ihrem Tod am 20. April 1725.
Am 3. April 1754 wurde der Titel Earl of Darlington, in the County of Durham, als erblicher Titel an Henry Vane, 3. Baron Barnard verliehen, zusammen mit den nachgeordneten Titel Viscount Barnard, of Barnard Castle in the County of Durham. Bereits 1753 hatte er von seinem Vater den 1698 in der Peerage of England für seinen Großvater geschaffenen Titel Baron Barnard geerbt. Sein Enkel, der 3. Earl, wurde am 17. September 1827 zum Marquess of Cleveland und am 29. Januar 1833 zum Duke of Cleveland und Baron Raby, of Raby Castle in the County of Durham, erhoben. Die drei letztgenannte Titel gehörten zur Peerage of the United Kingdom. Alle drei Söhne des 1. Dukes starben kinderlos, so dass beim Tod des jüngsten von ihnen, des 4. Dukes, 1891 alle seine Titel erloschen, mit Ausnahme der Baronie Barnard, die an einen entfernten Verwandten fiel.

## Liste der Earls of Darlington

### Earls of Darlington (Life Peerage, 1722)
- Sophia Charlotte von Kielmansegg, Countess of Darlington (1675–1725)

### Earls of Darlington (1754)
- Henry Vane, 1. Earl of Darlington (um 1705–1758)
- Henry Vane, 2. Earl of Darlington (1726–1792)
- William Vane, 1. Duke of Cleveland, 3. Earl of Darlington (1766–1842)
- Henry Vane, 2. Duke of Cleveland, 4. Earl of Darlington (1788–1864)
- William Vane, 3. Duke of Cleveland, 5. Earl of Darlington (1792–1864)
- Harry Powlett, 4. Duke of Cleveland, 6. Earl of Darlington (1803–1891)